# Halicyclops gaviriai
Halicyclops gaviriai – gatunek widłonoga z rodziny Halicyclopidae. Nazwa naukowa tych skorupiaków została opublikowana w 2014 roku przez zoologów Eduarda Suárez-Moralesa i Juana M. Fuentes-Reinésa.	